# Liqueszenz
Liqueszenzen (lateinisch für schmelzen) sind in der Notation des Gregorianischen Chorals spezielle Formen von Neumen, die bei bestimmten Buchstabenfolgen als Aussprachezeichen für den zu singenden Text benutzt werden können.
Eine Liqueszenz hat keinen direkten Einfluss auf die musikalische Interpretation des Gesangs, sondern soll nur auf einige Besonderheiten bei der Aussprache von bestimmten mehrsilbigen Wörtern beziehungsweise Wortfolgen hinweisen. So werden sie beispielsweise bei Diphthongen innerhalb von Wörtern (zum Beispiel bei autem oder eius) oder beim Wechsel von Konsonanten (zum Beispiel bei tollis oder gentes) verwendet, um anzuzeigen, dass die Laute deutlich artikuliert aber nicht getrennt – also gewissermaßen „verschmolzen“ – artikuliert werden sollen.
Im deutschsprachigen Raum sind Liqueszenzen im Allgemeinen nicht sonderlich von Bedeutung, da für die muttersprachlichen Sänger die deutliche Aussprache des Kirchenlateins keine Probleme bereitet. In anderen Sprachregionen wie etwa Beispiel Spanien oder Frankreich sind Liqueszenzen indessen häufiger eine Hilfe für die deutlichere Artikulation der Texte des gregorianischen Repertoires.

## Formen von Liqueszenzen
In der Quadratnotation wird bei den liqueszierenden Neumen der letzte Ton als Stichnote transkribiert. In den neumatischen Handschriften wird die Strichführung am Ende der Neume in der Regel dabei verkürzt und/oder gekrümmt dargestellt.
| Bezeichnung                         | Quadratnotation | Notation St. Gallen / Einsiedeln |
| ----------------------------------- | --------------- | -------------------------------- |
| Ancus = liqueszensierter Climacus   |                 |                                  |
| Cephalicus = liqueszensierte Clivis |                 |                                  |
| Epiphonus = liqueszensierter Pes    |                 |                                  |